# Rożyńsk Mały
Rożyńsk Mały (deutsch Klein Rosinsko, 1938 bis 1945 Bergershof) ist ein Dorf in der polnischen Woiwodschaft Ermland-Masuren und gehört zur Stadt- und Landgemeinde Gołdap (Goldap) im Kreis Gołdap.

## Geographische Lage und Verkehrsanbindung
Rożyńsk Mały liegt im Tal der Goldap (polnisch: Gołdapa),  elf Kilometer südwestlich der Kreisstadt Gołdap an einer Nebenstraße, die Boćwinka (Bodschwingken, 1938 bis 1945 Herandstal) an der Woiwodschaftsstraße 650 über Jany (Groß Jahnen) und Jagoczany (Jagotschen, 1938 bis 1945 Gleisgarben) mit Mażucie (Masutschen, 1938 bis 1945 Oberhof) an der polnisch-russischen Staatsgrenze verbindet. Eine Bahnanbindung besteht nicht.

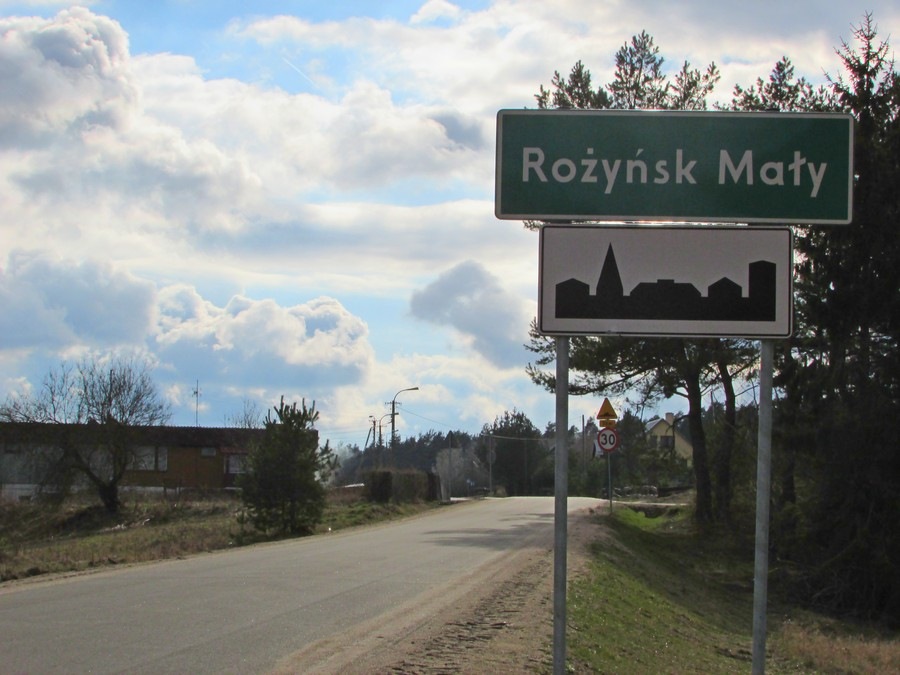
Ortseinfahrt

## Geschichte
Das kleine einst Klein Rosinsko genannte Dorf bestand vor 1945 im Wesentlichen aus zwei großen Höfen und einer Dampfmühle. 1874 wurde es in den neu errichteten Amtsbezirk Grabowen (zwischen 1938 und 1945 hieß der Ort Arnswald, heute polnisch: Grabowo) eingegliedert. Dieser gehörte bis 1945 zum Kreis Goldap im Regierungsbezirk Gumbinnen der preußischen Provinz Ostpreußen. Im Jahre 1910 waren in Klein Rosinsko 88 Einwohner registriert. Ihre Zahl verringerte sich bis 1933 auf 81 und belief sich 1939 noch auf 58. Am 3. Juni – amtlich bestätigt am 16. Juli – des Jahres 1938 wurde der Ort aus politisch-ideologischen Gründen der Vermeidung fremdländisch klingender Ortsnamen in „Bergershof“ umbenannt. Im Jahre 1945 kam der Ort in Kriegsfolge mit dem ganzen südlichen Ostpreußen zu Polen.

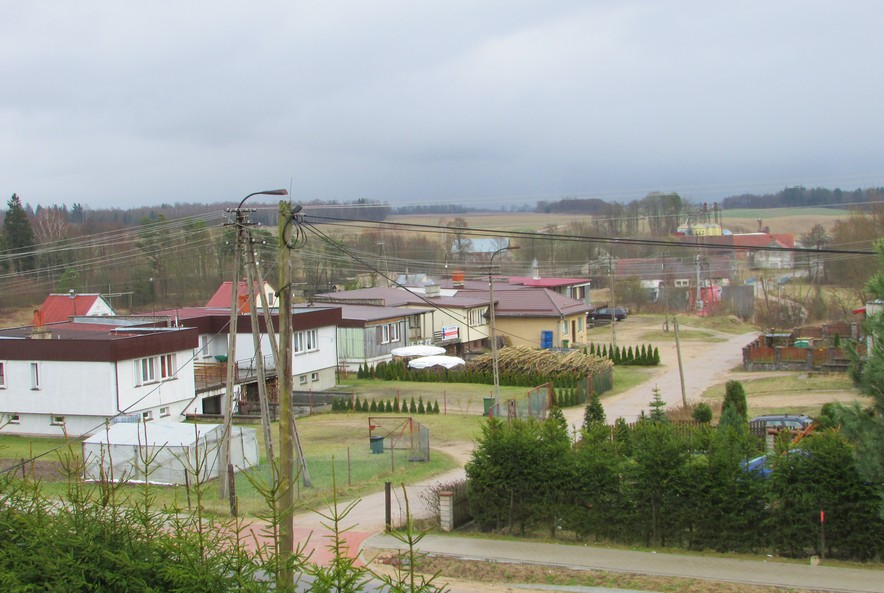
Siedlungshäuser

Unter dem polnischen Namen Rożyńsk Mały ist der Ort heute eine Ortschaft im Verbund der Stadt- und Landgemeinde Gołdap im Powiat Gołdapski der Woiwodschaft Ermland-Masuren (von 1975 bis 1998 der Woiwodschaft Suwałki).

## Kirche
Bis 1945 war Klein Rosinsko bzw. Bergershof mit seiner überwiegend evangelischen Bevölkerung in das Kirchspiel der Kirche in Rogahlen (ab 1938: Gahlen, heute polnisch: Rogale) eingepfarrt. Sie gehörte zum Kirchenkreis Darkehmen/Angerapp innerhalb der Kirchenprovinz Ostpreußen der Kirche der Altpreußischen Union. Hier ansässige katholische Kirchenglieder unterstanden der Pfarrei in Goldap (Gołdap).
Seit 1945 sind die Einwohner von Rożyńsk Mały fast ausnahmslos katholisch. Ihre Kirche ist jetzt die damals evangelische Kirche in Rogale (Rogahlen/Gahlen) in der Pfarrei Żabin (Klein Szabienen/Schabienen, 1938 bis 1945 Kleintautersee). Sie ist Teil des Dekanats Gołdap im Bistum Ełk der Katholischen Kirche in Polen. Hier lebende evangelische Kirchenglieder gehören zur Kirchengemeinde in Gołdap, einer Filialgemeinde der Pfarrei in Suwałki (Suwalken) in der Diözese Masuren der Evangelisch-Augsburgischen Kirche in Polen.